# Abraham Sykes
Abraham Sykes (* 18. September 1953) ist ein ehemaliger tansanischer Hockeyspieler.
Sykes nahm mit der Tansanischen Hockeynationalmannschaft an den Olympischen Spielen 1980 in Moskau teil. Die Mannschaft verlor alle Spiele und belegte den sechsten und letzten Rang. Sykes schoss eines der vier Tore der Mannschaft.